# NK Osvit Đelekovec
NK Osvit je nogometni klub iz Đelekovca.
U sezoni 2023./24. se natječe se u 1. ŽNL Koprivničko-križevačkoj.